# Distrito de Mariscal Castilla (Concepción)
El distrito de Mariscal Castilla es uno de los quince distritos que conforman la provincia de Concepción del departamento de Junín, bajo la administración del  Gobierno Regional de Junín, en centro del Perú. 
Desde el punto de vista jerárquico de la Iglesia católica forma parte de la Arquidiócesis de Huancayo.

## Historia
El distrito fue creado mediante Ley del 7 de noviembre de 1955, en el gobierno del Presidente Manuel A. Odría.

## Geografía
Tiene una superficie de 743,84 km².

## Capital
La capital del distrito es la localidad de Mucllo. 

## Autoridades

### Municipales
- 2015-2016[2]
  - Alcalde: Elmer Darío Dionisio Caja, Movimiento independiente Junin Sostenible con su Gente (JSG).
  - Regidores: Saul Joel Sánchez Soto (JSG), Leoncio Armando Chihuán Cerrón (JSG), Edson Lizárraga Avenio (JSG), Nancy Nery Flores Terreros (JSG), Raúl Ortiz Muñoz (Perú Libre).
- 2011-2014[3][4]
  - Alcalde: Heracleo Gil Terreros Zarate, Partido Fuerza 2011 (K).
  - Regidores: Raúl Ortiz Muñoz (K), Luz Salazar Llanco (K), Kenidy Veliz Carbajal (K), Sara Mendoza Maravi (K), Jhonny Rubén Muñoz Véliz (Convergencia Regional Descentralista).
- 2007-2010
  - Alcalde: Elmer Darío Dionisio Caja.

### Policiales
- Comisario:  COMISARIO

PNP

### Religiosas
- Arquiiócesis de Huancayo[5]
  - Arzobispo: Mons. Pedro Barrego Jimeno, SJ.
- Parroquia 
  - Párroco: Prb. .